# Ruprechtov
Ruprechtov (deutsch Ruprecht, auch Ruprechts) ist eine Gemeinde in Tschechien. Sie liegt zwölf Kilometer nordwestlich von Vyškov und gehört zum Okres Vyškov. Die Gemeinde ist Teil der Mikroregion Drahanská vrchovina.

## Geographie
Ruprechtov erstreckt sich auf der Hochebene des Drahaner Berglandes in der Quellmulde des Baches Černov. Westlich liegt das Tal des Baches Podomice und im Osten das der Malá Haná. Südlich befindet sich der Naturpark Rakovecké údolí. Im Westen erheben sich die Malina (571 m) und der Lipový kopec (561 m). Gegen Norden liegt die mittelalterliche Wüstung Hamlíkov, im Nordosten die Wüstung Ovčinek, südwestlich die Wüstung Vilémov und im Westen die Wüstungen Bystřec und Budkovany. Südöstlich liegt die Talsperre Opatovice.
Nachbarorte sind Kulířov und Studnice im Norden, Doubrava und Ferdinandsko im Nordosten, Rychtářov und Pařezovice im Osten, Ježkovice im Südosten, Pastviny, Račice und Říčky im Süden, Bukovinka und Bukovina im Südwesten, Jedovnice im Westen sowie Kotvrdovice, Senetářov und Podomí im Nordwesten.

## Geschichte

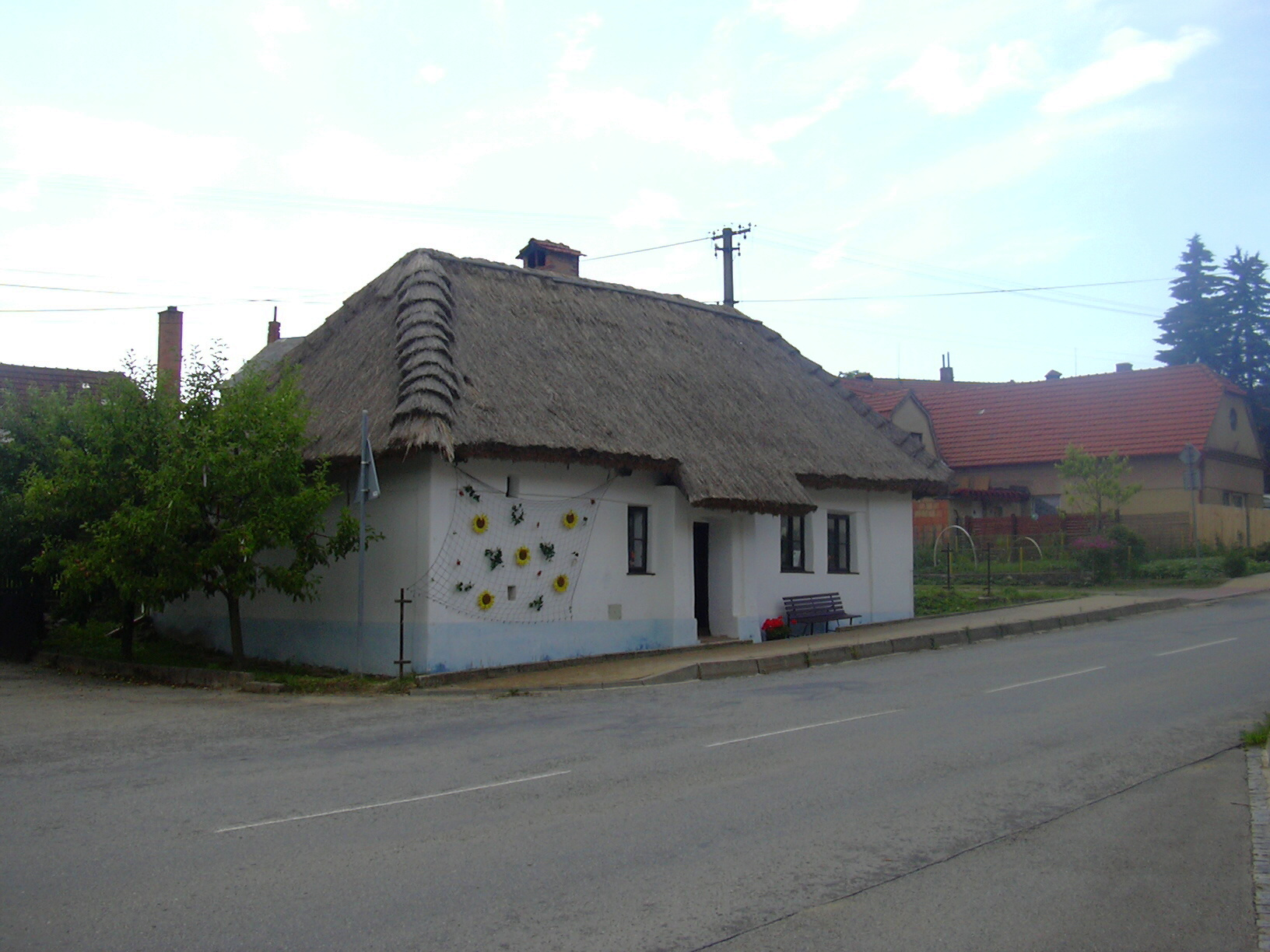
Strohgedeckte Chaluppe

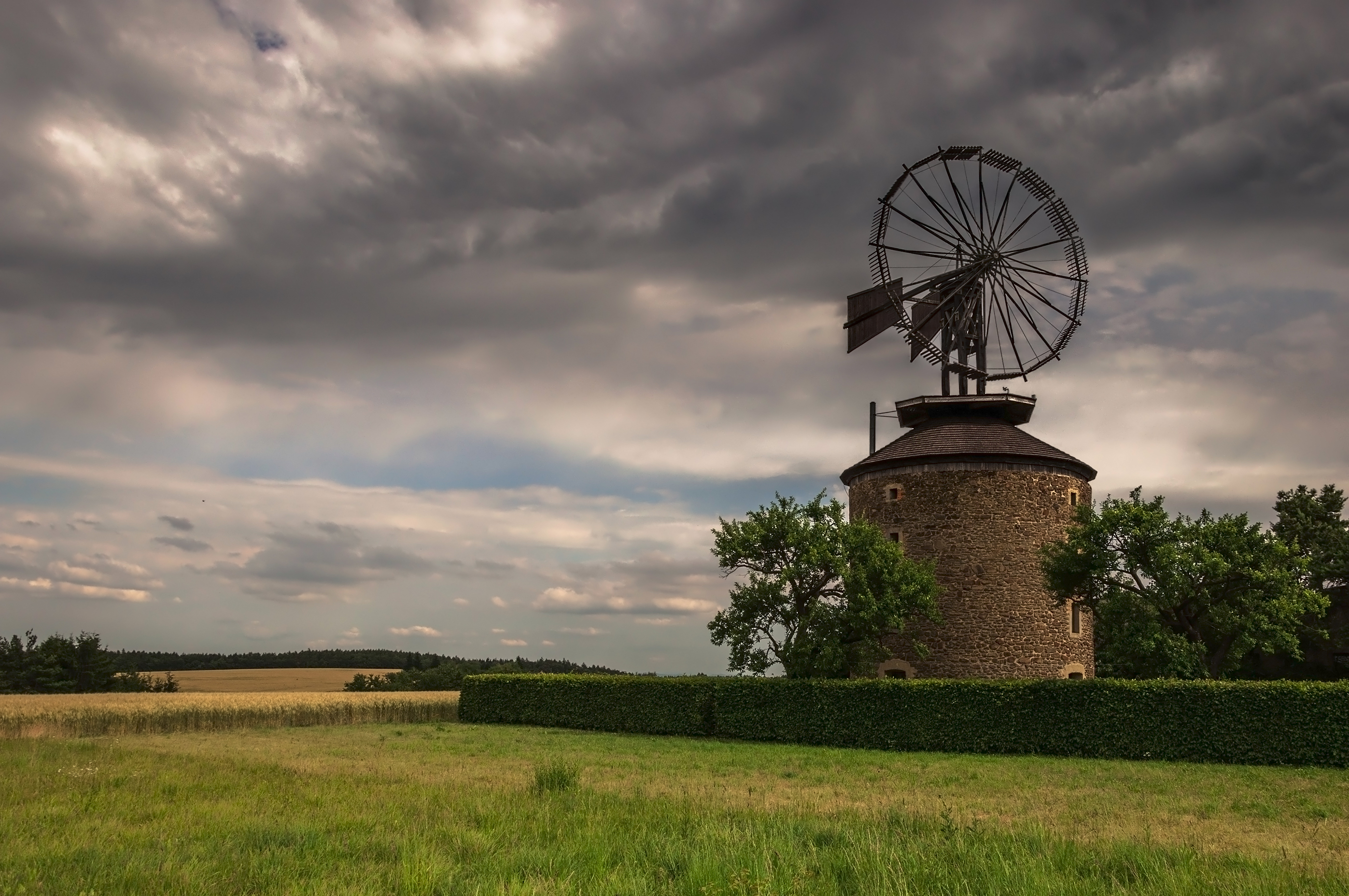
Windmühle mit Halladay-Turbine

Das Dorf wurde wahrscheinlich um 1250 im Zuge der Kolonisation der Gegend durch die Herren von Čeblovice, die sich später von Hohlenstein nannten, als Waldhufendorf gegründet. Die ersten Siedler waren Deutsche. Der Ort Hamlíkov soll von den 130 jungen Leuten aus Hameln, die im Jahre 1284 ausgewandert sind, gegründet sein. Der Namenforscher Jürgen Udolph stellte diese Annahme 1997 in Frage und widerlegte die Ableitung des Ortsnamens Hamlíkov von Hameln. Die Dörfer Ruprecht und Vilémov fielen um 1350 im Zuge einer Pestepidemie wüst. Zwischen 1375 und 1376 wurde das zur Herrschaft Ratschitz gehörige Dorf wiederbesiedelt. Während der Hussitenkriege flohen die deutschen Siedler und Ruprecht wurde von Tschechen neu besiedelt. Hamlíkov blieb wüst. Im Jahre 1446 wurde das Dorf im Urbar der Herrschaft Ratschitz aufgeführt, als Kunek von Kravař den Beisitz von seinem Vater Georg erbte. Nachdem das Geschlecht von Krawarn im Mannesstamme erlosch, fielen seine Güter an die Böhmische Krone zurück. Die Verwaltung übernahm Friedrich III. als Vormund des unmündigen Thronerben Ladislaus Postumus. 1511 verkaufte Ladislaus Jagiello die von Kunek von Krawarn heimgefallene Herrschaft Ratschitz an Ladislav von Boskowitz und seine vier Brüder. 1562 überließ Jindřich Dobeš Černohorský von Boskowitz die Burg Ratschitz mit dem Städtchen Ratschitz, den Dörfern Pístovice, Ježkovice, Drnovice sowie den wüsten Orten Vilémov und Sokolí an Jan Jindřich Černohorský von Boskowitz. Dieser verkaufte die Herrschaft 1568 an Hans Haugwitz von Biskupitz. 1571 setzte Jan Dobčanský d. J. von Zdenín auf dem Hof Ruprecht einen Vogt ein. Hans Haugwitz verkaufte seinen Besitz in Ruprechtov 1572 an Vilém Jedovnický von Podomí. Dieser erschlug im selben Jahre auf seinem Hof den ortsansässigen Pavel Čely grundlos. Bis zur Mitte des 19. Jahrhunderts blieb Ruprecht immer nach Ratschitz untertänig.
Nach der Aufhebung der Patrimonialherrschaften bildete Ruprecht ab 1850 mit dem Ortsteil Poidom eine Gemeinde in der Bezirkshauptmannschaft Wischau. 1869 löste sich Poidom los und bildete eine eigene Gemeinde. 1880 entstand in Poidom eine Gendarmeriestation für die Dörfer Poidom, Krásensko und Ruprecht. Während der deutschen Besetzung erfolgte 1940 der Beschluss zur Erweiterung des Schießplatzes Wischau zu einem großen Truppenübungsplatz der Wehrmacht. Zu den 33 für die Errichtung des Truppenübungsplatzes Wischau zu räumenden Dörfern gehörten in der letzten bis April 1945 zu realisierenden Etappe auch Teile von Ruprecht.

## Gemeindegliederung
Für die Gemeinde Ruprechtov sind keine Ortsteile ausgewiesen.

## Sehenswürdigkeiten
- Windmühle mit Halladay-Turbine, errichtet 1873
- Strohgedeckte Chaluppe aus dem Jahre 1813, Kulturdenkmal
- Kirche St. Wenzel, geweiht 1946
- Dorfglocke
- Statue des hl. Norbert, geschaffen in der zweiten Hälfte des 17. Jahrhunderts
- mehrere Kreuze
- Reste der Burgen Kuchlov und Hrádek, östlich über dem Tal der Malá Haná